# Corioamnionite
Corioamnionite é uma inflamação das membranas fetais (âmnio e córion), do liquido amniótico, placenta e/ou decíduas devido a uma infecção bacteriana. Tem mostrado-se de prevalência variável nos estudos, podendo acometer até 10% das gestações e até  40% dos casos de síndromes febris no trabalho de parto. Geralmente resulta devido a bactérias que migraram ao útero através da vagina e está frequentemente associado a um trabalho de parto prolongado.